# Wodzinek
Wodzinek is een plaats in het Poolse district  Łódzki wschodni, woiwodschap Łódź. De plaats maakt deel uit van de gemeente Tuszyn en telt 200 inwoners.